# 溝貝
溝貝，又寫為郊背、溝背，是台灣新竹縣竹北市的一個傳統地域名稱，位於該市中部偏西北。相較於今日行政區，其範圍大致為聯興里北大半部。

## 歷史
台灣清治末期至日治前期，溝貝地區為一街庄，稱為「溝貝庄」，隸屬於竹北一堡。該庄北隔鳳山溪與大眉庄為界，東與番仔陂庄為鄰，東南邊為新社庄，南邊為馬麟厝庄，西邊為蔴園庄。
1901年（日治明治三十四年）11月，全台廢縣廳改設二十廳，該庄隸屬於新竹廳。1909年（明治四十二年）10月，合併二十廳為十二廳，該庄隸屬不變。1920年（大正九年），廢十二廳改設五州二廳，該庄改制為「溝貝」大字，隸屬於新竹州新竹郡舊港庄。1941年（昭和十六年），舊港庄與六家庄合併成立竹北庄，本地區改隸之。
戰後竹北庄改制為竹北鄉，隸屬於新竹縣，大字亦改制為村。1950年桃、竹、苗分治，本地區隸屬不變。1988年，竹北鄉升格為竹北市，村亦改制為里。

## 聚落
本地區發展較早的聚落有溝貝、四張等。

## 交通
鄉道竹54線（長園一街、新興路）是舊港至新社的道路，大致以西南—東北走向轉西北—東南走向蜿蜒經過溝貝地區中部偏南地帶，向西南轉南再轉西北可前往麻園、白地粉、新港、新庄子西部並止於鄉道竹73線路口，向東南可前往溝貝新社並止於縣道118號路口。
鄉道竹54-2線（新興路181巷）是溝貝至溪州的道路，其北側端點位於本地區中部偏的鄉道竹54線路口。由此向南南西可前往馬麟厝、溪州並止於縣市交界處的水利大橋，續行為新竹市溪州路。